# Formacja Alto Garças
Formacja Alto Garças (port. Formação Alto Garças) – formacja geologiczna składająca się ze skał osadowych, występująca w południowej (Brazylii), w niecce Parany. Jej wiek oceniany jest na ordowik.

## Nazwa
Nazwa formacji pochodzi od miasta Alto Garças w stanie Mato Grosso, gdzie skały te odkryto i opisano po raz pierwszy.

## Opis
Formacja Alto Garças składa się ze skał osadowych, głównie z piaskowców, podrzędnie zlepieńców. Jej miąższość dochodzi do 300 m.

## Położenie

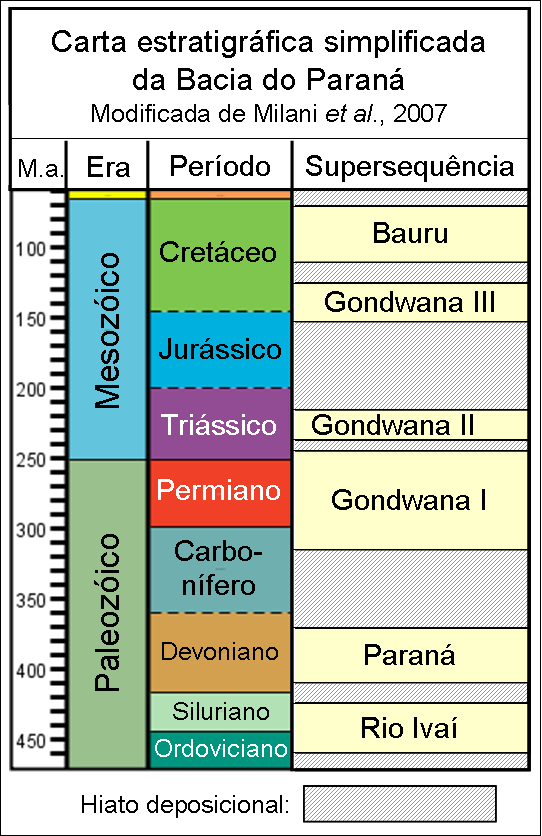
Stratygrafia niecki Parany (Milani, 1997)

Powyżej zalega formacja Iapó (port. Formação Iapó), a poniżej skały krystaliczne (skały metamorficzne i magmowe fundamentu krystalicznego).
Milani (1997) określił formację Alto Garças jako część supersekwencji Rio Ivaí (port. Supersequência Rio Ivaí).